# 캐트리오나 르메이 돈
캐트리오나 르메이 돈(영어: Catriona LeMay Doan, 1970년 12월 22일~)은 캐나다의 은퇴한 여자 스피드 스케이팅 선수이다.